# Lista ptaków Antarktyki
Lista ptaków Antarktyki wymienia wszystkie ptaki zasiedlające lub regularnie odwiedzające morską Antarktykę i kontynent Antarktydy. Obecnie jest to 46 gatunków, w tym jeden endemiczny.

## Gatunki

### Blaszkodziobe(Anseriformes)
- rożeniec żółtodzioby, Anas georgica

### Pingwiny(Sphenisciformes)
- pingwin królewski, Aptenodytes patagonicus
- pingwin cesarski, Aptenodytes forsteri (endemit)
- pingwin białooki, Pygoscelis adeliae
- pingwin białobrewy, Pygoscelis papua
- pingwin maskowy, Pygoscelis antarcticus
- pingwin złotoczuby, Eudyptes chrysolophus
- pingwin skalny, Eudyptes chrysocome

### Rurkonose(Procellariiformes)
- albatros szarogłowy, Thalassarche chrysostoma
- albatros czarnobrewy, Thalassarche melanophris
- albatros brunatny, Phoebetria fusca
- albatros ciemnogłowy, Phoebetria palpebrata
- albatros wędrowny, Diomedea exulans

- petrelec olbrzymi, Macronectes giganteus
- petrelec wielki, Macronectes halli
- fulmar południowy, Fulmarus glacialoides
- petrel antarktyczny, Thalassoica antarctica
- warcabnik, Daption capense
- petrel śnieżny, Pagodroma nivea
- petrel krótkodzioby, Aphrodroma brevirostris
- petrel długoskrzydły, Pterodroma macroptera
- petrel białogłowy, Pterodroma lessonii
- petrel niebieski, Halobaena caerulea
- petrelek krótkodziony, Pachyptila turtur
- petrelek szerokodzioby, Pachyptila vittata
- petrelek subantarktyczny, Pachyptila salvini
- petrelek antarktyczny, Pachyptila desolata
- petrelek cienkodzioby, Pachyptila belcheri
- burzyk bury, Procellaria cinerea
- burzyk białobrody, Procellaria aequinoctialis
- burzyk szary, Puffinus griseus

- oceannik żółtopłetwy, Oceanites oceanicus
- oceannik szarogrzbiety, Garrodia nereis
- oceannik czarnobrzuchy, Fregetta tropica

- nurzec czarnoskrzydły, Pelecanoides urinatrix
- nurzec mały, Pelecanoides georgicus

### Pelikanowe(Pelecaniformes)
- kormoran antarktyczny, Phalacrocorax bransfieldensis
- kormoran niebieskooki, Phalacrocorax atriceps
- kormoran żałobny, Phalacrocorax melanogenis
- czapla złotawa, Bubulcus ibis

### Siewkowe(Charadriiformes)
- pochwodziób żółtodzioby, Chionis albus

- mewa południowa, Larus dominicanus
- rybitwa popielata, Sterna paradisaea
- rybitwa antarktyczna, Sterna vittata

- wydrzyk antarktyczny, Stercorarius maccormicki
- wydrzyk falklandzki, Stercorarius antarcticus